# Prioclerus varicolor
Prioclerus varicolor là một loài bọ cánh cứng trong họ Cleridae. Loài này được Hintz miêu tả khoa học năm 1902.